# 伊德翁·埃里克松
伊德翁·埃里克松（瑞典語：Gideon Ericsson，1871年3月2日—1936年1月27日），瑞典男子射击运动员。他曾代表瑞典参加1912年夏季奥林匹克运动会射击比赛，获得男子25米小口径步枪铜牌。